# KS Lechia Tomaszów Mazowiecki

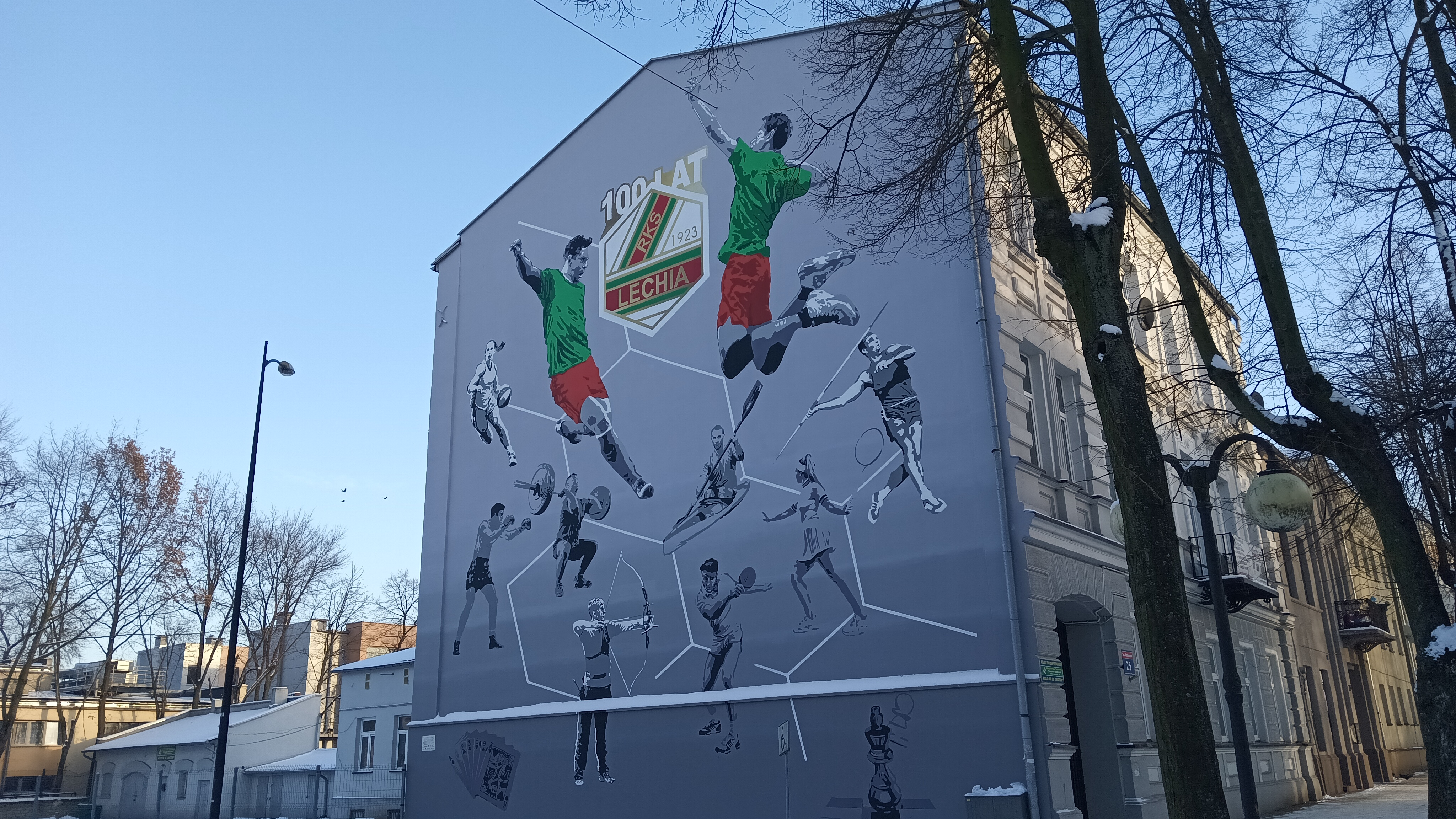
Mural upamiętaniający 100–lecie klubu. Skrzyżowanie ulic Tadeusza Kawki i św. Antoniego w Tomaszowie

KS Lechia Tomaszów Mazowiecki – polski męski klub siatkarski (jednosekcyjny) z siedzibą w Tomaszowie Mazowieckim. W sezonie 2012/2013 występując na parkietach III Ligi, awansowali do II Ligi siatkarskiej. W sezonie 2016/2017 zawodnicy Tomasza Migały awansowali do I Ligi po wielu latach nieobecności. W tym samym sezonie byli bliscy gry z zespołami z PlusLigi w Pucharze Polski, lecz ulegli rywalom w ostatniej rundzie prowadzącej do siatkarskiej elity.

## Znani wychowankowie klubu
Wiesław Gawłowski, Edward Skorek, Wojciech Baranowicz, Zbigniew Zieliński, Paweł Woicki, Bartłomiej Neroj, Michał Błoński, Robert Milczarek oraz Grzegorz Bociek.

## Kadra 2024/2025
Sztab szkoleniowy
- Pierwszy trener: Kamil Czapnik
- Drugi trener: Bartłomiej Rebzda
- Asystent trenera: Andrzej Zając
- Statystyk: Sebastian Warda
- Dyrektor sportowy: Bartłomiej Rebzda
- Kierownik drużyny: Andrzej Zając

| Nr | Imię i nazwisko     | Data ur. | Wzrost | Pozycja      |
| -- | ------------------- | -------- | ------ | ------------ |
| 2  | Konrad Kundera      | 2002     | 193    | rozgrywający |
| 3  | Wiktor Musiał       | 1993     | 194    | atakujący    |
| 5  | Dawid Suski         | 2004     | 194    | rozgrywający |
| 7  | Filip Toma          | 2005     | 187    | przyjmujący  |
| 8  | Dominik Jaglarski   | 1997     | 186    | libero       |
| 10 | Marcel Hendzelewski | 2004     | 191    | przyjmujący  |
| 11 | Jakub Nowak         | 2005     | 205    | środkowy     |
| 15 | Wiaczesław Tarasow  | 1988     | 202    | przyjmujący  |
| 19 | Oskar Woźny         | 2005     | 180    | libero       |
| 20 | Igor Zawadzki       | 2003     | 200    | atakujący    |
| 23 | Piotr Kecher        | 2006     | 206    | środkowy     |
| 30 | Filip Balasz        | 2000     | 193    | przyjmujący  |
| 32 | Wiktor Przybyłek    | 2005     | 200    | środkowy     |
| 77 | Przemysław Toma     | 1993     | 194    | środkowy     |